# Neuforstenried

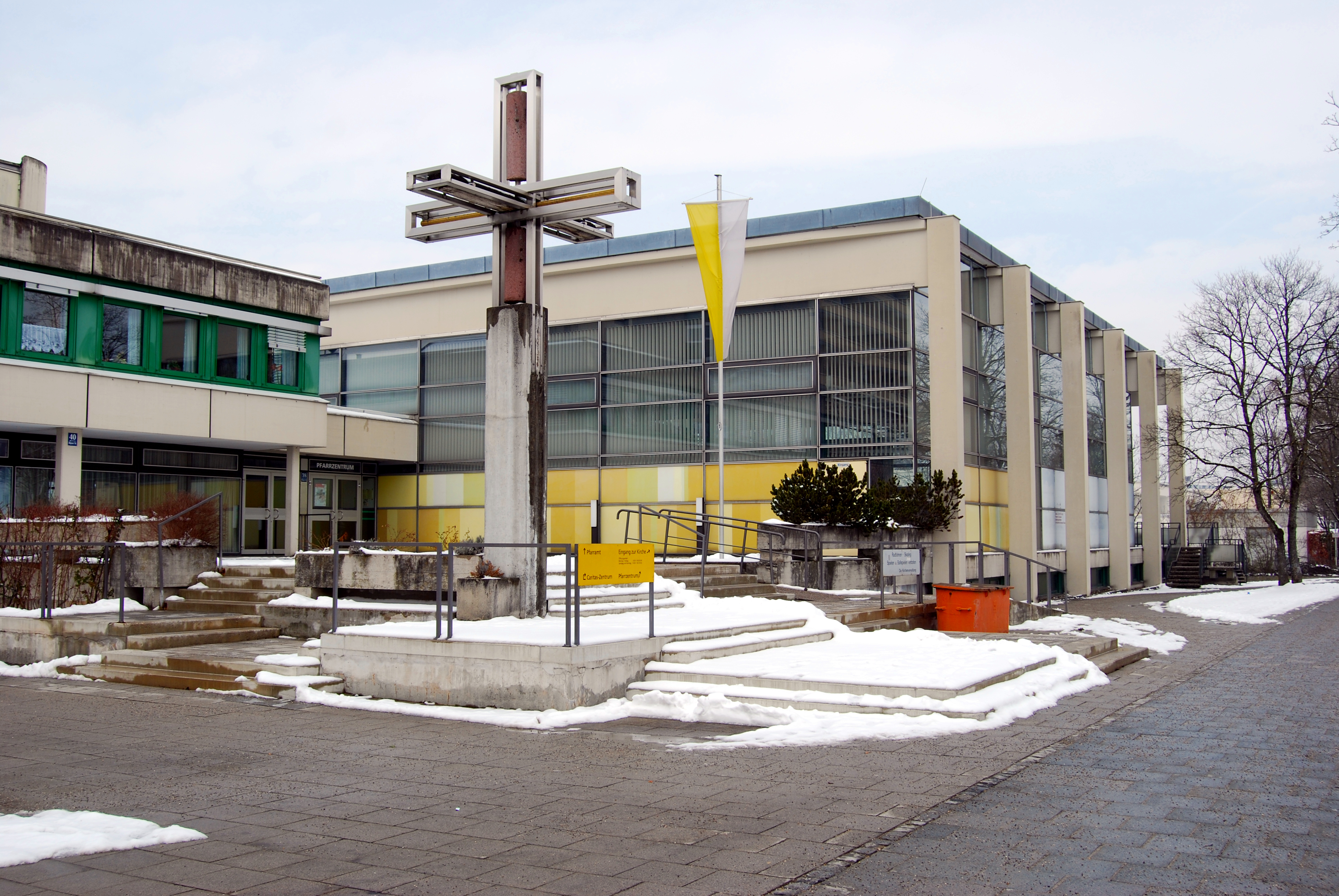
Pfarrzentrum und Kirche Wiederkunft des Herrn in Neuforstenried

Neuforstenried ist eine Wohnsiedlung in München.

## Lage
Die Siedlung liegt im Südwesten Münchens im Stadtbezirk 19 Thalkirchen-Obersendling-Forstenried-Fürstenried-Solln und ist Bestandteil des Münchner Stadtteils Fürstenried. Im Grundbuch Münchens ist Neuforstenried unter der Gemarkung Forstenried erfasst.
Im Norden wird die Siedlung durch die Neurieder Straße begrenzt, jenseits derer die Siedlung Fürstenried West liegt, und im Osten durch die Bundesautobahn 95, jenseits derer Forstenried liegt. Im Westen grenzt Neuforstenried an die Siedlung Maxhof, im Süden an den Forstenrieder Park.

## Geschichte
Die Siedlung wurde in den Jahren 1965–66 nach Fürstenried Ost und Fürstenried West als dritter Bauabschnitt errichtet. Sie erhielt in der Planungsphase zunächst inoffiziell die Bezeichnung Fürstenried Süd. Aufgrund der Lage der Siedlung in der Gemarkung Forstenried wurde 1964 Neuforstenried als offizielle Bezeichnung im Stadtrat beschlossen.

## Beschreibung

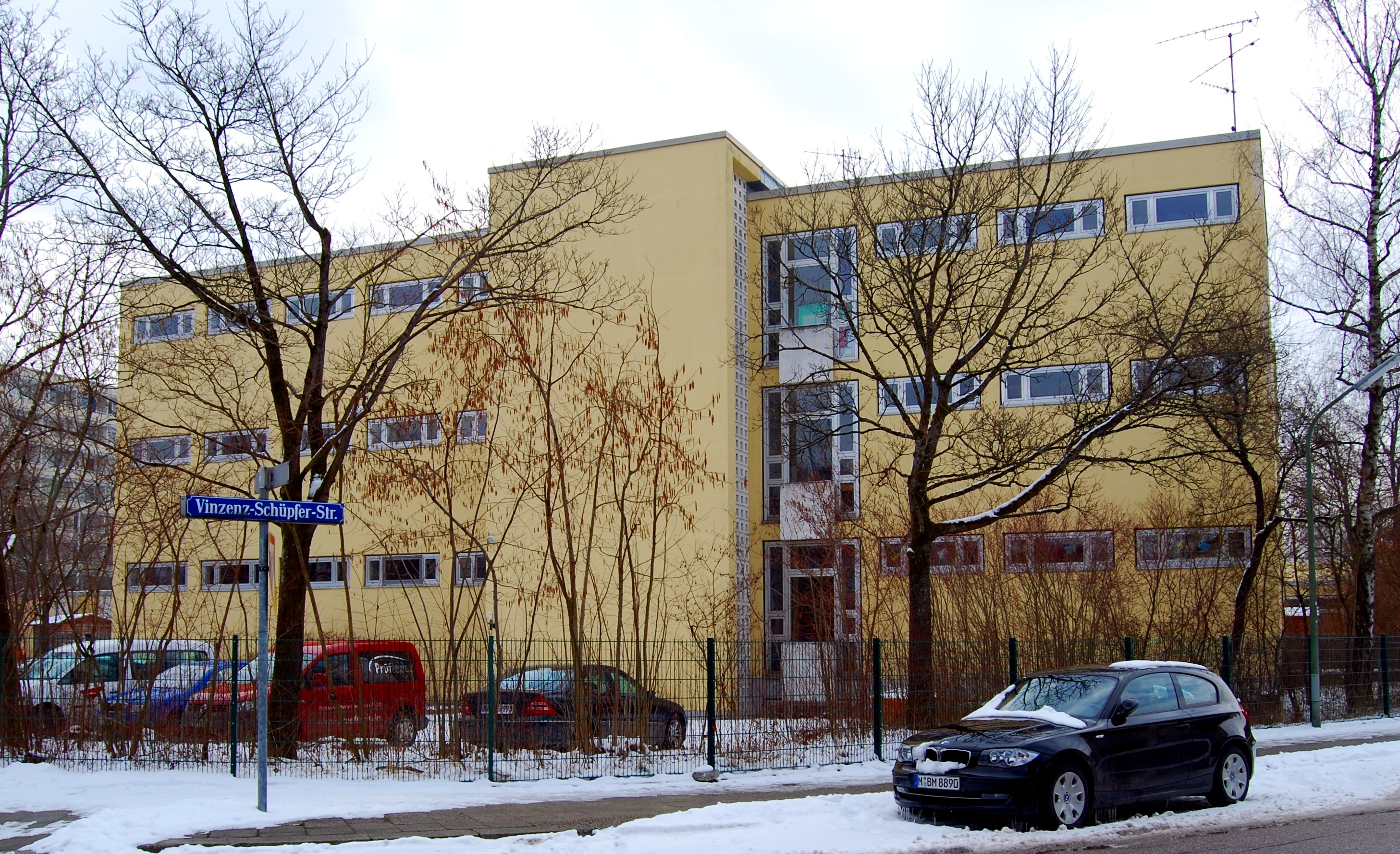
Grundschule an der Königswieser Straße

Das Stadtviertel ist geprägt von mehrgeschossigen Wohnblockzeilen und einzelnen Punkthochhäusern. Die Allgäuer Straße erschließt die Siedlung von Norden aus, die Königswieser Straße führt nach Westen zum Maxhof. An der Kreuzung beider Straßen liegen Pfarrzentrum und Kirche  Wiederkunft des Herrn. Hinter dem Pfarrzentrum  liegt an der Königswieser Straße ein kirchlicher Kindergarten, ihr gegenüber eine städtische Grundschule.